# Кримський обласний комітет Комуністичної партії України
Кримський обласний комітет Комуністичної партії України — орган управління Кримською обласною партійною організацією КП України (1954–1991 роки) та Кримською обласною партійною організацією ВКП(б) (1920–1954 роки). Кримська область увійшла зі складу РРФСР до складу Української РСР 19 лютого 1954 року. 12 лютого 1991 року перейменована в Кримську АРСР. 

## Перші секретарі обласного комітету (обкому)
- 20 листопада 1920 — 6 січня 1921 — Землячка Розалія Самійлівна
- 6 січня 1921 — 13 березня 1921 — Ліде Адольф Михайлович
- 28 березня 1921 — 6 листопада 1921 — Акулов Іван Олексійович
- 6 листопада 1921 — 24 жовтня 1922 — Ізраїлович Абрам Ілліч
- 25 жовтня 1922 — 13 травня 1924 — Уфимцев Микола Іванович
- 16 травня 1924 — червень 1925 — Носов Іван Петрович
- 7 серпня 1925 — 30 серпня 1927 — Петропавловський Сергій Дмитрович
- вересень 1927 — 17 грудня 1929 — Живов Дмитро Єгорович
- 17 грудня 1929 — 11 травня 1930 — Козлов Микола Кузьмич
- 12 травня 1930 — грудень 1930 — Костанян Айказ Аркадійович
- грудень 1930 — 3 лютого 1933 — Вегер Євген Ілліч
- 3 лютого 1933 — 28 грудня 1936 — Семенов Борис Олександрович
- 28 грудня 1936 — 14 липня 1937 — Картвелішвілі Лаврентій Йосипович
- 14 липня 1937 — 10 жовтня 1938 — Щучкін Микола Іванович
- 28 січня 1939 — 14 червня 1944 — Булатов Володимир Семенович
- 14 червня 1944 — 30 липня 1946 — Тюляєв Павло Федорович
- 30 липня 1946 — 7 серпня 1949 — Соловйов Микола Васильович
- 7 серпня 1949 — 16 січня 1954 — Титов Павло Іванович
- 16 січня 1954 — 14 грудня 1955 — Полянський Дмитро Степанович
- 14 грудня 1955 — 6 січня 1961 — Комяхов Василь Григорович
- 6 січня 1961 — 9 січня 1963 — Лутак Іван Кіндратович
- 9 січня 1963 — 4 грудня 1964 (сільський) — Лутак Іван Кіндратович
- 11 січня 1963 — 4 грудня 1964 (промисловий) — Суркін Микола Прокопович
- 4 грудня 1964 — 5 квітня 1967 — Лутак Іван Кіндратович
- 5 квітня 1967 — 1 липня 1977 — Кириченко Микола Карпович
- 1 липня 1977 — 13 червня 1987 — Макаренко Віктор Сергійович
- 13 червня 1987 — 25 вересня 1989 — Гіренко Андрій Миколайович
- 25 вересня 1989 — 10 квітня 1991 — Багров Микола Васильович
- 10 квітня 1991 — серпень 1991 — Грач Леонід Іванович

## Другі секретарі обласного комітету (обкому)
- 6 травня 1931 — квітень 1937 — Чагар Білял Абла
- 27 травня 1937 — 22 листопада 1937 — Трупчу Сервер Курт-Сеіт
- 22 листопада 1937 — лютий 1939 — Максимов Іван Якович
- 28 лютого 1939 — березень 1940 — Коробкін Василь Михайлович
- 15 березня 1940 — 30 липня 1946 — Берьозкін Василь Олексійович
- 11 вересня 1946 — 10 червня 1949 — Никаноров Василь Іванович
- 10 червня 1949 — 22 вересня 1952 — Полянський Дмитро Степанович
- 22 вересня 1952 — вересень (грудень) 1954 — Мезенцев Леонід Гаврилович
- затв. грудень 1954 — 18 квітня 1960 — Суркін Микола Прокопович
- 18 квітня 1960 — 9 січня 1963 — Коровченко Андрій Григорович
- 9 січня 1963 — 4 грудня 1964 (сільський) — Гульчак Борис Миколайович
- 11 січня 1963 — 26 листопада 1963 (промисловий) — Стешов Борис Олександрович
- 26 листопада 1963 — 4 грудня 1964 (промисловий) — Макухін Олексій Наумович
- 4 грудня 1964 — 21 січня 1972 — Макухін Олексій Наумович
- 21 січня 1972 — 14 листопада 1978 — Солодовник Леонід Дмитрович
- 14 листопада 1978 — 13 квітня 1985 — Рощупкін Олександр Мефодійович
- 13 квітня 1985 — 14 грудня 1988 — Багров Микола Васильович
- 14 грудня 1988 — 27 жовтня 1990 — Федулічев Павло Онисимович
- 27 жовтня 1990 — 10 квітня 1991 — Грач Леонід Іванович
- 10 квітня 1991 — серпень 1991 — Колісниченко Микола Петрович

## Секретарі обласного комітету (обкому)
- серпень 1931 — січень 1933 — Надінський Павло Наумович (по транспорту)
- 1932 — 1933 — Бричкін Сергій Олексійович (по постачанню)
- січень 1933 — травень 1933 — Максимов Іван Якович (по транспорту)
- вересень 1937 — березень 1938 — Максимов Іван Якович (3-й секретар)
- 13 червня 1938 — 28 квітня 1939 — Сеіт-Яг'яєв Абдурафій (3-й секретар)
- 9 червня 1939 — 1939 — Сейфуллаєв Ісмаїл Сейфуллайович
- 9 червня 1939 — 15 березня 1940 — Берьозкін Василь Олексійович (по кадрах)
- 9 червня 1939 — січень 1941 — Ляшенко (по пропаганді)
- 15 березня 1940 — 24 серпня 1943 — Мустафаєв Рефат Шемседінович (3-й секретар)
- 15 березня 1940 — 1943 — Лєщинер Борис Ізраїльович (по кадрах)
- січень 1941 — липень 1942 — Меньшиков Федір Дмитрович (по пропаганді)
- 31 березня 1941 — листопад 1942 — Спектор Лев Юхимович (по загальній промисловості)
- 31 березня 1941 — 194. — Грачов Сергій Миколайович (по судноремонтній промисловості)
- 31 березня 1941 — 194. — Соколов Микола Григорович (по харчовій промисловості)
- 31 березня 1941 — 194. — Кривицький Яків Аронович (по транспорту)
- серпень 1943 — 7 серпня 1949 — Чурсін Прокіп Олексійович (по пропаганді)
- травень 1944 — вересень 1946 — Никаноров Василь Іванович (3-й секретар)
- 1944 — 21 лютого 1946 — Москвінов Анатолій Олександрович (по кадрах)
- 21 лютого 1946 — 8 вересня 1947 — Шеїн Олександр Гаврилович (по кадрах)
- вересень 1946 — 7 серпня 1949 — Хованов Микола Петрович (3-й секретар)
- 8 вересня 1947 — 7 серпня 1949 — Петровський Михайло Іванович (по кадрах)
- серпень 1949 — 22 серпня 1952 — Черков Володимир Васильович
- 1949 — вересень 1952 — Мезенцев Леонід Гаврилович
- 2 березня 1950 — 22 вересня 1952 — Соколов Дмитро Якович
- 1951 — 22 лютого 1952 — Леонтьєв К.А.
- 22 лютого 1952 — вересень 1952 — Луговий Микола Дмитрович
- 22 вересня 1952 — 10 березня 1954 — Горін Василь Олексійович
- 10 березня 1954 — 6 жовтня 1956 — Клязника Володимир Єгорович (по ідеології)
- 10 березня 1954 — 13 березня 1961 — Карпенко Михайло Ілліч (по промисловості)
- 10 березня 1954 — 9 січня 1963 — Гульчак Борис Миколайович (по сільському господарству)
- 14 грудня 1956 — 9 січня 1963 — Чирва Іван Сергійович (по ідеології)
- 13 березня 1961 — 9 січня 1963 — Стешов Борис Олександрович (по промисловості)
- 9 січня 1963 — 4 грудня 1964 — Солодовник Леонід Дмитрович (сільський по ідеології)
- 9 січня 1963 — 4 грудня 1964 — Тішин Михайло Леонтійович (сільський парт-держ. контроль)
- 11 січня 1963 — 4 грудня 1964 — Чирва Іван Сергійович (промисловий по ідеології)
- 11 січня 1963 — 4 грудня 1964 — Чемодуров Трохим Миколайович (промисловий парт-держ. контроль)
- 4 грудня 1964 — 21 січня 1972 — Солодовник Леонід Дмитрович (по ідеології)
- 4 грудня 1964 — 6 червня 1972 — Гульчак Борис Миколайович (по сільському господарству)
- 4 грудня 1964 — 2 лютого 1974 — Тішин Михайло Леонтійович (по промисловості)
- 4 грудня 1964 — 18 січня 1966 — Чемодуров Трохим Миколайович (парт-держ. контроль)
- 21 січня 1972 — 14 листопада 1978 — Рощупкін Олександр Мефодійович (по ідеології)
- 6 червня 1972 — 29 жовтня 1977 — Лисенко В'ячеслав Григорович (по сільському господарству)
- 2 лютого 1974 — 27 січня 1982 — Абрамова Надія Устинівна (по соціально-економічному розвитку)
- 29 жовтня 1977 — 24 грудня 1979 — Бахтін Юрій Георгійович (по сільському господарству)
- 14 листопада 1978 — 13 квітня 1985 — Багров Микола Васильович (по ідеології)
- 24 грудня 1979 — 5 березня 1982 — Ільїн Віктор Іванович (по сільському господарству)
- 27 січня 1982 — 16 грудня 1988 — Мордвіна Ірина Олександрівна (по соціально-економічному розвитку)
- 5 березня 1982 — 14 квітня 1990 — Капшук Георгій Іванович (по сільському господарству)
- 13 квітня 1985 — 17 жовтня 1990 — Пігарєв Володимир Ілліч
- 16 грудня 1988 — 27 жовтня 1990 — Грач Леонід Іванович
- 27 жовтня 1990 — 10 квітня 1991 — Колісниченко Микола Петрович
- 27 жовтня 1990 — 9 квітня 1991 — Прокопенко Володимир Вікторович
- 27 жовтня 1990 — 9 квітня 1991 — Солдатов Микола Іванович
- 9 квітня — 26 серпня 1991 — Форманчук Олександр Андрійович

## Заступники секретарів обласного комітету (обкому)
- 1944 — /1945/ — Євланов Петро Олексійович (заст. секретаря обкому по транспорту)
- 1944 — листопад 1948 — Луговий Микола Дмитрович